# Malick Mané
Malick Mané (Ziguinchor, 14 ottobre 1988) è un calciatore senegalese, attaccante svincolato.

## Carriera

### Club
Mané ha iniziato la carriera in patria, con la maglia del Casa Sport. Nel 2008, è passato al Sandefjord, per cui ha debuttato il 6 aprile nella 1. divisjon, sostituendo Eirik Markegård nella sconfitta per 2-1 contro l'Odd Grenland. Il 12 aprile è arrivata la prima rete, contribuendo così al 2-1 sul Sandnes Ulf. A fine stagione, la squadra si è guadagnata la promozione nell'Eliteserien.
Il 16 marzo 2009, così, ha potuto esordire nella massima divisione norvegese, segnando una doppietta nel 3-1 inflitto al Brann. Il Sandefjord ha raggiunto la salvezza, ma al termine del campionato 2010 è retrocesso.
Mané è stato allora ceduto in prestito allo Aqtöbe nel 2011. Il 3 febbraio 2012 ha firmato un accordo biennale con il Sogndal, con cui nella sua prima stagione ha segnato un gol in 21 presenze. Il 16 luglio 2013, ha rinnovato l'accordo che lo legava al club norvegese per altri due anni e mezzo.
Il 12 marzo 2014 è stato ingaggiato ufficialmente dagli svedesi dell'IFK Göteborg. Il 24 luglio dello stesso anno, si è trasferito in prestito agli australiani dei Central Coast Mariners.
Il 6 gennaio 2015, Mané è stato ceduto in prestito all'Hønefoss. Il 16 settembre 2015, è passato ai sauditi del Najran con la formula del prestito. L'Hønefoss ha ricevuto un indennizzo per aver acconsentito a terminare il prestito in anticipo sulla naturale scadenza. Il 13 febbraio 2016 ha rescisso il contratto che lo legava all'IFK Göteborg.

### Nazionale
Il 14 novembre 2012 ha debuttato con la nazionale maggiore senegalese nella partita amichevole pareggiata contro il Niger.

## Statistiche

### Cronologia presenze e reti in nazionale
| Cronologia completa delle presenze e delle reti in nazionale ― Senegal | Cronologia completa delle presenze e delle reti in nazionale ― Senegal | Cronologia completa delle presenze e delle reti in nazionale ― Senegal | Cronologia completa delle presenze e delle reti in nazionale ― Senegal | Cronologia completa delle presenze e delle reti in nazionale ― Senegal | Cronologia completa delle presenze e delle reti in nazionale ― Senegal | Cronologia completa delle presenze e delle reti in nazionale ― Senegal | Cronologia completa delle presenze e delle reti in nazionale ― Senegal |
| Data                                                                   | Città                                                                  | In casa                                                                | Risultato                                                              | Ospiti                                                                 | Competizione                                                           | Reti                                                                   | Note                                                                   |
| ---------------------------------------------------------------------- | ---------------------------------------------------------------------- | ---------------------------------------------------------------------- | ---------------------------------------------------------------------- | ---------------------------------------------------------------------- | ---------------------------------------------------------------------- | ---------------------------------------------------------------------- | ---------------------------------------------------------------------- |
| 14-11-2012                                                             | Niamey                                                                 | Niger                                                                  | 1 – 1                                                                  | Senegal                                                                | Amichevole                                                             | -                                                                      |                                                                        |
| Totale                                                                 |                                                                        | Presenze                                                               | 1                                                                      |                                                                        | Reti                                                                   | 0                                                                      |                                                                        |